# Stefano Bonetti
Stefano Bonetti (Lovere, 23 dicembre 1976) è un pilota motociclistico italiano.

## Carriera
Vincitore di dieci campionati italiani di velocità in salita, il primo nel 2001 nella classe 125, poi nel 2002 nella classe 250, nel 2004 nella classe 600 Superstock e l'anno successivo nella 600 Open, continuando poi con le vittorie degli anni 2009, 2010 e 2011. Nel 2012 Bonetti si è classificato secondo nella classifica finale del campionato, vincendo tuttavia tutte le gare a cui ha partecipato. Torna a vincere il campionato italiano in salita nel 2013 (classe 600 Open), nel 2014 (classe 600 Stock) e nel 2015 (classe 1000 Open). A queste vittorie si aggiungono quelle ottenute nel campionato europeo di corse su strada, dove Bonetti ha ottenuto il titolo continentale nel 2012 nella classe Supersport 600 cm³, mentre nel 2014 vince nella classe 1200 cm³. Bonetti partecipa inoltre a gare su strada anche fuori dai confini del campionato italiano e di quello europeo, come il Tourist Trophy ed il Gran Premio di Macao.
Nel 2019 si aggiudica una vittoria alla North West 200 .